# Grycksbo
Grycksbo – miejscowość (tätort) w Szwecji, w regionie administracyjnym (län) Dalarna, w gminie Falun.
Według danych Szwedzkiego Urzędu Statystycznego liczba ludności wyniosła: 1870 (31 grudnia 2015), 1935 (31 grudnia 2018) i 1931 (31 grudnia 2019).